# Manettia campanulacea
Manettia campanulacea är en måreväxtart som beskrevs av Paul Carpenter Standley. Manettia campanulacea ingår i släktet Manettia och familjen måreväxter. Inga underarter finns listade i Catalogue of Life.